# Vol Sempati Air 304
Le vol Sempati Air 304 (SSR304) était un vol intérieur régulier, reliant Bandung, dans la province de Java occidental, à Jakarta. Le 17 juillet 1997, l'appareil effectuant le vol, un Fokker F27 loué à Trigana Air Service, s'est écrasé dans le quartier densément peuplé de Margahayu, à Bandung, après avoir subi une panne moteur peu après le décollage, tuant 28 de ses 50 occupants et blessant plusieurs autres au sol.
Une enquête ultérieure, menée par le Comité national pour la sécurité dans les transports indonésien (NTSC), a révélé que l'avion avait subi une défaillance mécanique sur son moteur gauche ; puis l'équipage n'a pas exécuté une procédure de remise de gaz appropriée et l'avion s'est finalement écrasé dans la zone résidentielle.

## Avion
L'aéronef impliqué dans l'accident était un Fokker F27 Friendship 600 construit en 1969, avec comme numéro de série 10415. Ce bi-turbopropulseur a d'abord été livré à Merpati Nusantara Airlines en 1974 (immatriculé PK-MHF). Plus tard, il a été vendu à Trigana Air Service en 1993, où il a été réimmatriculé PK-YPM, puis à Sempati Air en janvier 1995 et est finalement revenu au sein de la flotte de Trigana Air Service en août 1995.

## Accident
Le vol 304 a décollé de l'aéroport international Husein-Sastranegara de Bandung à 11 h 46, heure locale (4 h 46 UTC), avec Bambang Rudy Santoso en tant que commandant de bord. Environ trois minutes après le décollage, le moteur gauche du Fokker F27 est tombé en panne, provoquant un épais nuage de fumée. Le pilote a alors contacté le contrôle aérien de l'aéroport et a choisi d'atterrir sur la piste 13 de la base aérienne de Sulaiman, situé à proximité. 
Lors de l'atterrissage d'urgence qui a suivi, l'appareil a percuté les toits de plusieurs maisons située dans le quartier résidentiel de Margahayu, et s'est ensuite écrasé dans un champ boueux, tuant 28 personnes et blessant grièvement plusieurs personnes au sol ; la plupart des victimes étaient des familles partants en voyage pour les vacances scolaires.